# Bundesarbeitsgemeinschaft Werkstätten für behinderte Menschen
Die Bundesarbeitsgemeinschaft Werkstätten für behinderte Menschen e. V. (kurz BAG WfbM) ist ein gemeinnütziger Verein.

## Geschichte
Die BAG WfbM wurde am 18. Juni 1975 in Bonn als bundesweite Interessenvertretung der Werkstätten für behinderte Menschen gegründet. Ihr Sitz ist seit 2022 in Berlin. Die Mitglieder der BAG WfbM sind Träger von Eingliederungseinrichtungen, vornehmlich von Werkstätten, Förderstätten und Inklusionsbetrieben. Auch rechtlich selbstständige andere Leistungsanbieter können Mitglieder der BAG WfbM werden.
Die BAG WfbM ist der freiwillige und selbstlose bundesweite Zusammenschluss der Träger aller Einrichtungen, die den Menschen die Teilhabe an Arbeit und Gesellschaft ermöglichen, welche sich ihr Leben aufgrund ihrer Behinderung nicht, noch nicht oder noch nicht wieder durch Erwerbsarbeit auf dem allgemeinen Arbeitsmarkt sichern können. Der Verband dient seinen Mitgliedern als Berater und Interessenvertretung in allen fachlichen und politischen Angelegenheiten.
Derzeit sind rund 310.000 Erwachsene mit Behinderungen in den Mitgliedswerkstätten der BAG WfbM beschäftigt, rund 28.000 zur beruflichen Bildung im Berufsbildungsbereich, rund 260.000 Menschen zu ihrer Arbeits- und Berufsförderung im sogenannten Arbeitsbereich. Etwa 20.000 Menschen erhalten aufgrund des hohen Unterstützungsbedarfs Förderung in Fördergruppen oder in einem speziellen Förderbereich.

## Aufbau
Die BAG WfbM ist die bundesweite Fachorganisation der Werkstattträger. Neben ihrer Mitgliedschaft wird sie von den Spitzen- und Fachverbänden mit getragen. Das spiegelt sich in ihrer Organisationsstruktur wider.

## Delegiertenversammlung
Die Delegiertenversammlung besteht aus insgesamt 97 Delegierten. Alle 16 Bundesländern entsenden entsprechend dem in der Satzung festgelegten Schlüssel Delegierte in das höchste Beschlussgremium der BAG WfbM. Dazu kommt noch je ein Vertreter der acht Spitzen- und Fachverbände sowie der Werkstatträte Deutschland.

## Präsidium
Das Präsidium der BAG WfbM hat 25 Mitglieder. Es setzt sich aus den jeweiligen Vorsitzenden der 16 Landesarbeitsgemeinschaften, je einem benannten Vertreter der acht Spitzen- und Fachverbände der Freien Wohlfahrtspflege sowie einem Vertreter der Werkstatträte Deutschland zusammen. Jede Organisation benennt ein Präsidiumsmitglied sowie einen Stellvertreter. Die Präsidiumsmitglieder sind ehrenamtlich tätig.

## Repräsentierte Verbände
Folgende Verbände haben einen Sitz im BAG WfbM-Präsidium:
- Arbeiterwohlfahrt – Bundesverband
- Bundesvereinigung der kommunalen Spitzenverbände
- Bundesvereinigung Lebenshilfe
- Der Paritätische Wohlfahrtsverband
- Deutscher Caritasverband
- Deutsches Rotes Kreuz
- Diakonie Deutschland
- Anthropoi – Bundesverband anthroposophisches Sozialwesen e. V.
- Werkstatträte Deutschland

## Vorstand
Der Vorstand besteht derzeit aus fünf Personen. Der Vorsitzende und seine stellvertretenden Vorsitzenden werden aus der Mitte der Delegiertenversammlung für eine vierjährige Amtszeit gewählt. Zum Vorstand gehören aktuell:

### Vorsitzende
- Andrea Stratmann, Geschäftsführerin der Gemeinnützige Werkstätten und Wohnstätten GmbH, Gärtringen (Baden-Württemberg)

### Stellvertretende Vorsitzende
- Christian Dreiss, Geschäftsführer der Behindertenhilfe Bergstrasse gGmbH, Bensheim (Hessen)
- Christiane Eck-Meißner, Fachbereichsleiterin Arbeit/Wohnen sowie Prokuristin bei der LebenshilfeWerk Meiningen gGmbH (Thüringen)
- Oliver Gosolits, Vorstand Stiftung Pfennigparade, München (Bayern)
- Michael Weber, Geschäftsführer HPZ Krefeld – Kreis Viersen gGmbH, Krefeld (Nordrhein-Westfalen).

### Geschäftsführung
Die laufenden Geschäfte führt satzungsgemäß eine Geschäftsführerin bzw. ein Geschäftsführer.

## Mitgliedschaften
Die BAG WfbM ist Mitglied des Netzwerks Europäische Bewegung Deutschland sowie der European Association of Service Providers for Persons with Disabilities (deutsch: des Europäischen Verbandes der Leistungserbringer für Menschen mit Behinderung).